# Torres Terra Sarda 2004-2005
Questa voce raccoglie le informazioni riguardanti la Torres Terra Sarda nelle competizioni ufficiali della stagione 2004-2005.

## Organigramma societario
Area amministrativa
- Presidente: Leonardo Marras

Area tecnica
- Allenatore: Gigi Casu (fino al 14 febbraio)[1]
- Allenatore in seconda: Michele Pintauro (dal 15 febbraio allenatore titolare)[1]

## Rosa
| N. |                   | Ruolo | Calciatrice               |
| -- | ----------------- | ----- | ------------------------- |
|    | Italia (bandiera) | P     | Elisa Forlucci            |
|    | Italia (bandiera) | P     | Tatiana Winkler           |
|    | Italia (bandiera) | D     | Eleonora Carrus           |
|    | Italia (bandiera) | D     | Martina Cortesi           |
|    | Italia (bandiera) | D     | Valeria Glino             |
|    | Italia (bandiera) | D     | Gioia Masia               |
|    | Italia (bandiera) | D     | Monica Placchi (capitano) |
|    | Italia (bandiera) | D     | Francesca Soro            |
|    | Italia (bandiera) | D     | Elisabetta Tona           |
|    | Italia (bandiera) | D     | Paola Zonza               |
|    | Italia (bandiera) | C     | Manuela Carboni           |
|    | Italia (bandiera) | C     | Samantha Ceroni           |

| N. |                      | Ruolo | Calciatrice         |
| -- | -------------------- | ----- | ------------------- |
|    | Italia (bandiera)    | C     | Pamela Conti        |
|    | Italia (bandiera)    | C     | Giulia Domenichetti |
|    | Italia (bandiera)    | C     | Tamara Pintus       |
|    | Italia (bandiera)    | C     | Valeria Rassu       |
|    | Italia (bandiera)    | C     | Rossella Sardu      |
|    | Italia (bandiera)    | A     | Fiorella Carboni    |
|    | Italia (bandiera)    | A     | Chiara Gazzoli      |
|    | Italia (bandiera)    | A     | Rita Guarino        |
|    | Danimarca (bandiera) | A     | Merete Pedersen     |
|    | Italia (bandiera)    | A     | Caterina Uras       |
|    | Italia (bandiera)    | A     | Valentina Valenti   |

## Calciomercato

### Sessione estiva
| Acquisti | Acquisti        | Acquisti           | Acquisti   |
| R.       | Nome            | da                 | Modalità   |
| -------- | --------------- | ------------------ | ---------- |
| P        | Elisa Forlucci  | Fiammamonza        | definitivo |
| D        | Martina Cortesi | Fiammamonza        | definitivo |
| D        | Gioia Masia     | A.D. Decimum Lazio |            |
| A        | Chiara Gazzoli  | Foroni Verona      | definitivo |

| Cessioni | Cessioni           | Cessioni          | Cessioni   |
| R.       | Nome               | a                 | Modalità   |
| -------- | ------------------ | ----------------- | ---------- |
| P        | Carla Brunozzi     | Vigor Senigallia  | svincolata |
| D        | Luisa Marchio      | Atletico Oristano |            |
| A        | Fabiana Colasuonno | Atletico Oristano |            |

## Risultati

### Serie A

#### Girone di andata
| Arbitro: | Pili (Carbonia) |

|  |           |               |
|  | Marcatori | 31’ Margiotta |

| Arbitro: | Treossi (Forlì) |

|  |           |             |
|  | Marcatori | 72’ Placchi |

| Arbitro: | Marrazzo (Tivoli) |

|                                                |           |            |
| Guarino 3’ Pedersen 35’ Pintus 62’, 77’ (rig.) | Marcatori | 72’ Parejo |

| Arbitro: | Affinito (Frattamaggiore) |

|  |           |                                                                     |
|  | Marcatori | 8’, 13’ Gazzoli 10’ Guarino 44’ Conti 69’, 82’ Pedersen 45’ Valenti |

| Ittiri 11 dicembre 2004, ore 14:30 CET 5ª giornata                                 | Torres Terra Sarda | 4 – 0 referto | Vallassinese Holcim |  |
| \| \| \| \| \| Gazzoli 35’, 52’ Conti 47’ (rig.) Pedersen 90+1’ \| Marcatori \| \| |                    |               |                     |  |
|                                                                                    |                    |               |                     |  |
| Gazzoli 35’, 52’ Conti 47’ (rig.) Pedersen 90+1’                                   | Marcatori          |               |                     |  |

| Arbitro: | Gasparini (Vicenza) |

|  |           |                               |
|  | Marcatori | 26’ Guarino 63’, 80’ Pedersen |

| Arbitro: | Provesi (Treviglio) |

|              |           |                                       |
| Pedersen 79’ | Marcatori | 6’ (rig.) Boni 48’ Pasqui 87’ Brumana |

| Arbitro: | Ferri (Piacenza) |

|  |           |                        |
|  | Marcatori | 34’ Conti 44’ Pedersen |

| Arbitro: | Colongo (Modena) |

|  |           |                                 |
|  | Marcatori | 20’ Pedersen 50’, 52’, 87’ Tona |

| Arbitro: | Lunardon (Busto Arsizio) |

|                              |           |  |
| Gazzoli 11’, 81’ Valenti 65’ | Marcatori |  |

| Arbitro: | Bolano (Siena) |

|                                   |           |                              |
| Prandi 27’, 48’ Nasuti 35’ (rig.) | Marcatori | 9’ Gazzoli 56’ (rig.) Ceroni |

#### Girone di ritorno
| Arbitro: | Dal Din (Conegliano) |

|             |           |             |
| Bologna 12’ | Marcatori | 47’ Guarino |

| Arbitro: | Perrotta (Tivoli) |

|                                  |           |  |
| Conti 37’, 70’ Pedersen 52’, 75’ | Marcatori |  |

| Oristano 1º dicembre 2004, ore 14:30 CET 14ª giornata | Atletico Oristano | 0 – 3 (a tav.) | Torres Terra Sarda | Campo sp. comunale Tharros |

| Sassari 19 marzo 2005, ore 15:00 CET 15ª giornata | Torres Terra Sarda | 8 – 0 | A.D. Decimum Lazio | Stadio Vanni Sanna |

| Arbitro: | Gueli (Collegno) |

|  |           |                                       |
|  | Marcatori | 19’ (aut.) Martini 55’ Conti 58’ Tona |

| Arbitro: | De Gasperi (Aprilia) |

|                                                                         |           |                                      |
| Pintus 9’ Domenichetti 37’ Tona 48’ Conti 53’, 82’ Carrus 54’ Masia 62’ | Marcatori | 30’ (rig.) Tagliacarne 45+1’ Bucovaz |

| Calmasino, Bardolino 9 aprile 2005, ore 15:00 CEST 18ª giornata | Bardolino Verona | 1 – 2 | Torres Terra Sarda | Stadio comunale Belvedere |

| Arbitro: | Farinelli (Tivoli) |

|  |           |             |
|  | Marcatori | 6’ Paliotti |

| Arbitro: | Costantini (Perugia) |

|             |           |                        |
| Fuselli 81’ | Marcatori | 74’ Conti 86’ Pedersen |

| Arbitro: | Di Stefano (Alghero) |

|          |           |                   |
| Tona 39’ | Marcatori | 40’ (rig.) Nasuti |

### Coppa Italia

#### Ottavi di finale
| Arbitro: | Modoloni (Bologna) |

|            |           |                   |
| Pasqui 37’ | Marcatori | 40’ (rig.) Pintus |

| Sassari 8 dicembre 2004, ore 14:30 CET Ritorno | Torres Terra Sarda | 0 – 0 referto | Bardolino Verona | Stadio Vanni Sanna (120 spett.)\| Arbitro: \| Pinna (Cagliari) \| |
| Arbitro:                                       | Pinna (Cagliari)   |               |                  |                                                                   |

#### Quarti di finale
| marzo 2005, ore 15:00 CET Andata | Torino | 1 – 3 | Torres Terra Sarda |  |

| Arbitro: | Faccia (Albano Laziale) |

|                               |           |            |
| Pedersen 43’ Gazzoli 79’, 81’ | Marcatori | 89’ Panico |

#### Semifinali
| Arbitro: | Faggiano (Civitavecchia) |

|                                                               |           |  |
| Domenichetti 12’ Conti 21’ Pedersen 60’, 63’ Gazzoli 49’, 86’ | Marcatori |  |

| Arbitro: | Altavilla (Saronno) |

|                               |           |                                                               |
| Colasuonno 6’, 72’ Parejo 88’ | Marcatori | 19’, 33’ Pedersen 49’, 79’ Domenichetti 71’ Conti 76’ Gazzoli |

#### Finale
| Arbitro: | Squizzato (Verona) |

|                                |           |  |
| Pedersen 28’ Ceroni 44’ (rig.) | Marcatori |  |

### Supercoppa italiana
| Arbitro: | Di Bianca (Aprilia) |

|  |           |                                                     |
|  | Marcatori | 24’ Guarino 30’, 75’ Gazzoli 36’ Masia 90’ Pedersen |

### UEFA Women's Cup

#### Seconda fase a gironi
Girone 3
| Arbitro: | Bente Skogvang |

|                                             |           |  |
| Gazzoli 20’, 75’ Pedersen 24’, 73’ Tona 67’ | Marcatori |  |

| Arbitro: | Aušra Tvarijonaitė-Kancė |

|           |           |                       |
| Ramos 14’ | Marcatori | 50’ Conti 80’ Gazzoli |

| Arbitro: | Bente Skogvang |

|                                                                        |           |                                                     |
| Wimbersky 23’ Omilade 25’ Hingst 35’ Pohlers 44’, 46’ (rig.), 67’, 89’ | Marcatori | 7’, 29’ Pedersen 11’ Gazzoli 40’ Pintus 49’ Guarino |

#### Quarti di finale
| Arbitro: | Noëlle Robin |

|                       |           |  |
| Conti 19’ Guarino 78’ | Marcatori |  |

| Arbitro: | Ilonka Milanova Djaleva |

|                                                   |           |              |
| Banks 36’ Tona 39’ (aut.) Ludlow 72’ Fleeting 82’ | Marcatori | 68’ Pedersen |

### Italy Women's Cup

#### Fase a gironi
| San Donà di Piave 2 giugno 2004 | Torres Terra Sarda | 2 – 2 referto | Legenda |  |

| Eraclea 4 giugno 2004 | Torres Terra Sarda | 2 – 0 referto | Saestum |  |

| Quarto d'Altino 6 giugno 2004 | Torres Terra Sarda | 1 – 3 referto | A.D. Decimum Lazio |  |

#### Semifinali
| Portogruaro 8 giugno 2004                                                                | Torres Terra Sarda | 5 – 1 referto | ACF Milan |  |
| \| \| \| \| \| Pedersen 6’, 22’, 35’ Guarino 60’ Uras 83’ \| Marcatori \| 11’ Laddaga \| |                    |               |           |  |
|                                                                                          |                    |               |           |  |
| Pedersen 6’, 22’, 35’ Guarino 60’ Uras 83’                                               | Marcatori          | 11’ Laddaga   |           |  |

#### Finale
| Caorle 10 giugno 2004                                                                                       | Torres Terra Sarda   | 2 – 2 (d.t.s.) referto | Lada Togliatti |  |
| \| \| \| \| \| Colasuonno 79’ Masia 85’ \| Marcatori \| 33’, 64’ Savina \| \| \| Tiri di rigore 6 – 5 \| \| |                      |                        |                |  |
| |                      |                        |                |  |
| Colasuonno 79’ Masia 85’                                                                                    | Marcatori            | 33’, 64’ Savina        |                |  |
| | Tiri di rigore 6 – 5 |                        |                |  |

## Statistiche

### Statistiche di squadra
| Competizione        | Punti | In casa | In casa | In casa | In casa | In casa | In casa | In trasferta | In trasferta | In trasferta | In trasferta | In trasferta | In trasferta | Totale | Totale | Totale | Totale | Totale | Totale | DR  |
| Competizione        | Punti | G       | V       | N       | P       | Gf      | Gs      | G            | V            | N            | P            | Gf           | Gs           | G      | V      | N      | P      | Gf     | Gs     | DR  |
| ------------------- | ----- | ------- | ------- | ------- | ------- | ------- | ------- | ------------ | ------------ | ------------ | ------------ | ------------ | ------------ | ------ | ------ | ------ | ------ | ------ | ------ | --- |
| Serie A             | 50    | 11      | 7       | 0       | 4       | -       | -       | 11           | 9            | 2            | 0            | -            | -            | 22     | 16     | 2      | 4      | 65     | 15     | +50 |
| Coppa Italia        | -     | 4       | 3       | 1       | 0       | 11      | 1       | 3            | 2            | 1            | 0            | 10           | 5            | 7      | 5      | 2      | 0      | 21     | 6      | +15 |
| Supercoppa italiana | -     | -       | -       | -       | -       | -       | -       | -            | -            | -            | -            | -            | -            | 1      | 1      | 0      | 0      | 5      | 0      | +5  |
| UEFA Women's Cup    | -     | -       | -       | -       | -       | -       | -       | -            | -            | -            | -            | -            | -            | 5      | 3      | 0      | 2      | 15     | 12     | +3  |
| Totale              | -     | -       | -       | -       | -       | -       | -       | -            | -            | -            | -            | -            | -            | 35     | 25     | 4      | 6      | 106    | 33     | +73 |

### Andamento in campionato
| Giornata  | 1 | 2 | 3 | 4 | 5 | 6 | 7 | 8 | 9 | 10 | 11 | 12 | 13 | 14 | 15 | 16 | 17 | 18 | 19 | 20 | 21 | 22 |
| --------- | - | - | - | - | - | - | - | - | - | -- | -- | -- | -- | -- | -- | -- | -- | -- | -- | -- | -- | -- |
| Luogo     | C | T | C | T | C | T | C | T | T | C  | T  | T  | C  | T  | C  | T  | C  | T  | C  | C  | T  | C  |
| Risultato | P | V | V | V | V | V | P | V | V | V  | P  | N  | V  | V  | V  | V  | V  | V  | P  | V  | V  | N  |
| Posizione |   |   |   |   |   |   |   |   |   |    |    |    |    |    |    |    | 2  | 2  | 2  | 2  | 2  | 2  |

Legenda:

Luogo: C = Casa; T = Trasferta. Risultato: V = Vittoria; N = Pareggio; P = Sconfitta.

### Statistiche delle giocatrici
| Giocatore       | Serie A  | Serie A | Serie A     | Serie A    | Coppa Italia | Coppa Italia | Coppa Italia | Coppa Italia | Supercoppa italiana | Supercoppa italiana | Supercoppa italiana | Supercoppa italiana | UEFA Women's Cup | UEFA Women's Cup | UEFA Women's Cup | UEFA Women's Cup | Totale   | Totale | Totale      | Totale     |
| Giocatore       | Presenze | Reti    | Ammonizioni | Espulsioni | Presenze     | Reti         | Ammonizioni  | Espulsioni   | Presenze            | Reti                | Ammonizioni         | Espulsioni          | Presenze         | Reti             | Ammonizioni      | Espulsioni       | Presenze | Reti   | Ammonizioni | Espulsioni |
| --------------- | -------- | ------- | ----------- | ---------- | ------------ | ------------ | ------------ | ------------ | ------------------- | ------------------- | ------------------- | ------------------- | ---------------- | ---------------- | ---------------- | ---------------- | -------- | ------ | ----------- | ---------- |
| F. Carboni      | 1        | 0       | 0           | 0          | -            | -            | -            | -            | -                   | -                   | -                   | -                   | -                | -                | -                | -                | 1        | 0      | 0           | 0          |
| M. Carboni      | ?        | ?       | ?           | ?          | ?            | ?            | ?            | ?            | 1                   | 0                   | 0                   | 0                   | 2                | 0                | 0                | 0                | 3+       | 0+     | 0+          | 0+         |
| E. Carrus       | ?        | ?       | ?           | ?          | ?            | ?            | ?            | ?            | 1                   | 0                   | 0                   | 0                   | 5                | 0                | 0                | 0                | 6+       | 0+     | 0+          | 0+         |
| S. Ceroni       | ?        | ?       | ?           | ?          | ?            | ?            | ?            | ?            | 1                   | 0                   | 0                   | 0                   | 4                | 0                | 2                | 0                | 5+       | 0+     | 2+          | 0+         |
| P. Conti        | ?        | ?       | ?           | ?          | ?            | ?            | ?            | ?            | 1                   | 0                   | 0                   | 0                   | 5                | 2                | 0                | 0                | 6+       | 2+     | 0+          | 0+         |
| M. Cortesi      | ?        | ?       | ?           | ?          | ?            | ?            | ?            | ?            | 1                   | 0                   | 0                   | 0                   | 5                | 0                | 0                | 0                | 6+       | 0+     | 0+          | 0+         |
| G. Domenichetti | ?        | ?       | ?           | ?          | ?            | ?            | ?            | ?            | -                   | -                   | -                   | -                   | 5                | 0                | 0                | 0                | 5+       | 0+     | 0+          | 0+         |
| E. Forlucci     | ?        | ?       | ?           | ?          | ?            | ?            | ?            | ?            | 1                   | 0                   | 0                   | 0                   | 5                | -12              | 0                | 0                | 6+       | -12+   | 0+          | 0+         |
| C. Gazzoli      | ?        | ?       | ?           | ?          | ?            | ?            | ?            | ?            | 1                   | 2                   | 0                   | 0                   | 5                | 4                | 0                | 0                | 6+       | 6+     | 0+          | 0+         |
| R. Guarino      | ?        | ?       | ?           | ?          | ?            | ?            | ?            | ?            | 1                   | 1                   | 0                   | 0                   | 5                | 2                | 0                | 0                | 6+       | 3+     | 0+          | 0+         |
| V. Glino        | ?        | ?       | ?           | ?          | ?            | ?            | ?            | ?            | -                   | -                   | -                   | -                   | 1                | 0                | 0                | 0                | 1+       | 0+     | 0+          | 0+         |
| G. Masia        | ?        | ?       | ?           | ?          | ?            | ?            | ?            | ?            | 1                   | 1                   | 0                   | 0                   | 2                | 0                | 0                | 0                | 3+       | 1+     | 0+          | 0+         |
| M. Pedersen     | ?        | ?       | ?           | ?          | ?            | ?            | ?            | ?            | 1                   | 1                   | 0                   | 0                   | 5                | 5                | 0                | 0                | 6+       | 6+     | 0+          | 0+         |
| T. Pintus       | ?        | ?       | ?           | ?          | ?            | ?            | ?            | ?            | 1                   | 0                   | 0                   | 0                   | 2                | 1                | 0                | 0                | 3+       | 1+     | 0+          | 0+         |
| M. Placchi      | ?        | ?       | ?           | ?          | ?            | ?            | ?            | ?            | 1                   | 0                   | 0                   | 0                   | 5                | 0                | 1                | 0                | 6+       | 0+     | 1+          | 0+         |
| V. Rassu        | ?        | ?       | ?           | ?          | ?            | ?            | ?            | ?            | -                   | -                   | -                   | -                   | -                | -                | -                | -                | 0+       | 0+     | 0+          | 0+         |
| R. Sardu        | ?        | ?       | ?           | ?          | ?            | ?            | ?            | ?            | -                   | -                   | -                   | -                   | -                | -                | -                | -                | 0+       | 0+     | 0+          | 0+         |
| F. Soro         | ?        | ?       | ?           | ?          | ?            | ?            | ?            | ?            | -                   | -                   | -                   | -                   | -                | -                | -                | -                | 0+       | 0+     | 0+          | 0+         |
| E. Tona         | ?        | ?       | ?           | ?          | ?            | ?            | ?            | ?            | 1                   | 0                   | 0                   | 0                   | 4                | 1                | 0                | 0                | 5+       | 1+     | 0+          | 0+         |
| C. Uras         | ?        | ?       | ?           | ?          | ?            | ?            | ?            | ?            | 0                   | 0                   | 0                   | 0                   | 1                | 0                | 0                | 0                | 1+       | 0+     | 0+          | 0+         |
| V. Valenti      | ?        | ?       | ?           | ?          | ?            | ?            | ?            | ?            | 0                   | 0                   | 0                   | 0                   | -                | -                | -                | -                | 0+       | 0+     | 0+          | 0+         |
| T. Winkler      | ?        | ?       | ?           | ?          | ?            | ?            | ?            | ?            | 0                   | 0                   | 0                   | 0                   | 0                | 0                | 0                | 0                | 0+       | 0+     | 0+          | 0+         |
| P. Zonza        | ?        | ?       | ?           | ?          | ?            | ?            | ?            | ?            | 1                   | 0                   | 0                   | 0                   | 2                | 0                | 0                | 0                | 3+       | 0+     | 0+          | 0+         |